# Cadillac Escalade
O Cadillac Escalade é um utilitário esportivo de grande porte da Cadillac, introduzido em agosto de 1998 como modelo 1999. É o primeiro SUV da marca, e compartilha a mesma plataforma do Chevrolet Tahoe.

## Galeria
- Primeira geração (1998–2000)
- Segunda geração (2001–2006)
- Terceira geração (2006–2014)
- Quarta geração (2014–2020)
- Quinta geração (2020–presente)